# غوستافو
غوستافو هو لاعب كرة قدم برازيلي في مركز الوسط، ولد في 20 أغسطس 1988 في ريو دي جانيرو في البرازيل. لعب مع Pembroke Athleta F.C. ‏.

## وصلات خارجية
- غوستافو على موقع قاعدة بيانات كرة القدم.إي يو (الإنجليزية)
- غوستافو على موقع Soccerway.com (الإنجليزية)